# بيدرو جونثاليث- بلانكو
بيدرو جونثاليث- بلانكو ‏ (1879 - 31 يناير 1961 ) صحفي، وكاتب، ومترجم، ومحاضر من إسبانيا.